# Falcarius
Falcarius ("Srp"; podle tvaru drápů) byl poměrně malý, vývojově primitivní terizinosauroidní teropodní dinosaurus. Žil v období rané křídy (věk barrem, asi před 126 miliony let) na území dnešního Utahu v USA.

## Historie
Fosilie tohoto teropoda byly poprvé objeveny v sedimentech geologického souvrství Cedar Mountain roku 1999 komerčním sběratelem zkamenělin. Od té doby bylo odkryto velké množství dalších exemplářů, které se dnes již počítají na víc než tři tisíce. Poprvé byl tento dinosaurus představen v odborné literatuře v roce 2004, formálně popsán byl pak roku 2005.

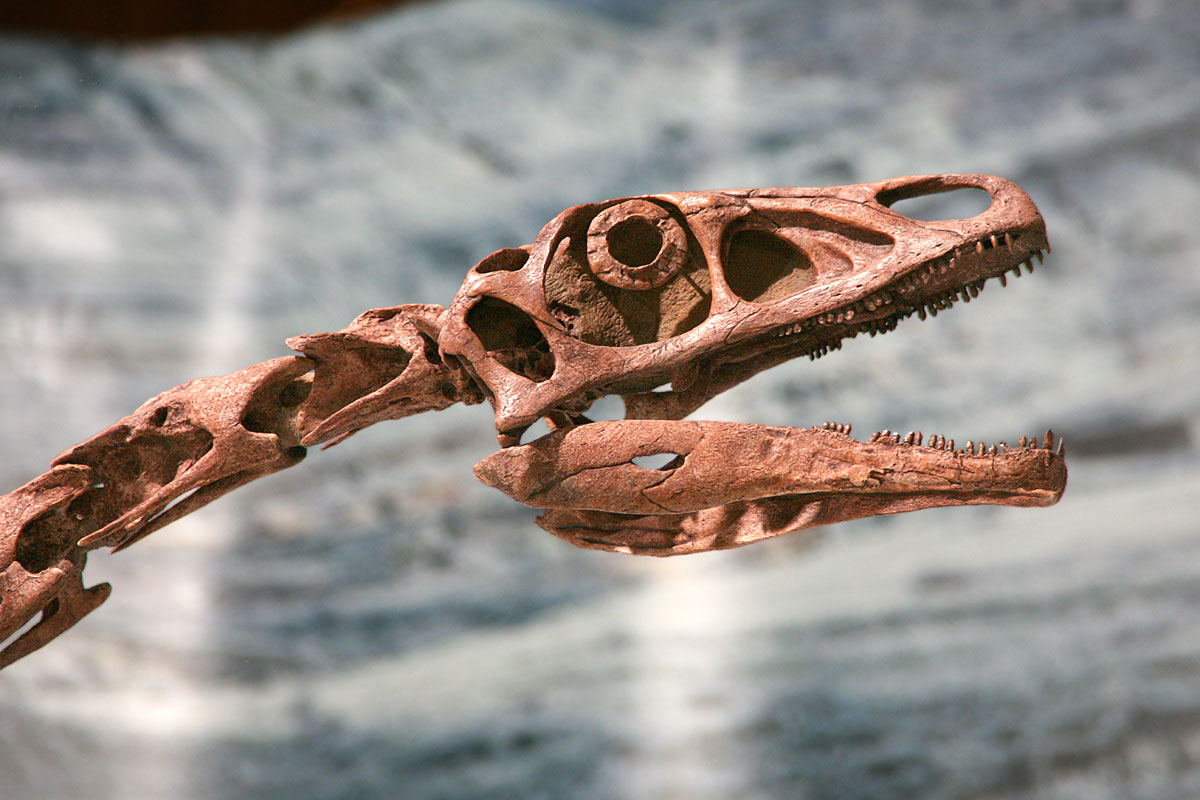
Rekonstrukce lebky falkária

## Rozměry
Zatímco nejmenší mláďata dosahovala délky přibližně 50 centimetrů, dospělí jedinci byli dlouzí kolem 4 metrů a dosahovali hmotnosti asi 100 až 117 kilogramů.